# James Richard Dacres
James Richard Dacres (1749, Gibraltar – 6. ledna 1810) byl britský admirál. U královského námořnictva sloužil od dětství a zúčastnil se řady válečných tažení, převážně proti Francii. Aktivní kariéru završil za napoleonských válek jako vrchní velitel na Jamajce (1804–1808). V roce 1805 dosáhl hodnosti viceadmirála.

## Životopis
Narodil se na Gibraltaru jako nejstarší syn Richarda Dacrese, který působil jako úředník ve vojenské správě. Do Royal Navy vstoupil již v závěru sedmileté války a jako prostý námořník zbohatl díky kořisti ze zajaté španělské lodi Hermione. Jako nižší důstojník sloužil poté na několika lodích a již ve dvaceti letech byl jmenován poručíkem (1769). V roce 1776 dosáhl hodnosti komandéra, poté se zúčastnil války proti USA a v roce 1780 byl povýšen na kapitána. Po delší době mimo aktivní službu se vrátil na moře za válek proti revoluční Francii a zúčastnil se útoku na Port-au-Prince. Po návratu do Anglie sloužil pod admirálem Hoodem v Lamanšském průlivu, později se připojil k admirálu Jervisovi ve Středozemním moři a zúčastnil se bitvy u mysu sv. Vincenta (1797). V roce 1799 byl povýšen na kontradmirála a po uzavření míru s Francií byl jmenován velitelem v přístavu Plymouth (1802–1803). Po obnovení válečného stavu s napoleonskou Francií odplul na Jamajku, kde nejprve sloužil pod admirálem Duckworthem a v letech 1804–1808 zde byl vrchním velitelem. V roce 1805 byl povýšen na viceadmirála a v Karibiku získal značné bohatství převzetím kořistí ze zajatých francouzských lodí. V roce 1808 se ze zdravotních důvodů vrátil do Anglie, kde nedlouho poté zemřel následkem pádu z koně.
V roce 1777 se oženil s Eleanor Pearce, měli spolu dva syny, oba byli též důstojníky Royal Navy. Starší Barrington padl v hodnosti kapitána během napoleonských válek v roce 1806, mladší syn James (1788–1853) dosáhl u námořnictva hodnosti viceadmirála.